# Cala Foradada
La cala Foradada, o sa Foradada de Castell, és una petita platja natural del municipi de Palamós (Baix Empordà), situada a llevant de la platja de Castell, sota uns penya-segats al costat del poblat ibèric de Castell. Té una longitud de 23 metres i una amplada de 4 metres, formada per còdols. S'hi accedeix per mar. però també és possible arribar-hi, amb dificultat, baixant per un penya-segat des del camí de ronda. No disposa de cap servei.
Deu el nom a una cova sota les roques de la cala, que forma un túnel natural per on passen petites embarcacions.